# Neutralisatiereactie
Een neutralisatiereactie is een chemische reactie die optreedt wanneer een of meer stoffen worden geneutraliseerd met behulp van een reagens. De term wordt doorgaans voor bepaalde zuur-basereacties gebruikt.

## Algemeen
Algemeen kan de reactie beschouwd worden als volgt: een zuur reageert met een base ter vorming van water en een zout. Omdat water wordt gevormd, wordt de neutralisatiereactie soms watervormingsreactie genoemd.
Een voorbeeld is de reactie die plaatsgrijpt tussen zoutzuur en natriumhydroxide in waterig milieu:
{\displaystyle {\ce {HCl + NaOH -> H2O + NaCl}}}
In principe zijn sommige stoffen gedissocieerd in ionen wanneer ze zijn opgelost in water. Dat geldt zo voor de bovenstaande reactie; in principe moet volgende ionenreactievergelijking worden beschouwd:
{\displaystyle {\ce {H+ + Cl- + Na+ + OH- -> Na+ + Cl- + H2O}}}
De pH is na dit soort reacties, waarbij een sterk zuur en een sterke base met elkaar reageren, neutraal (pH = 7), hetgeen een gevolg is van de vorming van water. Echter, bij andere reagentia (reacties tussen sterke en zwakke zuren en basen), hangt de pH van de resulterende oplossing af van de relatieve zuursterkte.

## Niet-waterige neutralisatiereacties
Niet alle neutralisatiereactie impliceren de vorming van water of de eis dat de reactie plaatsgrijpt in waterig midden. Er bestaan ook talrijke niet-waterige neutralisatiereacties:
- De reactie tussen magnesium en zoutzuur levert magnesiumchloride en waterstofgas:

{\displaystyle {\ce {2HCl + Mg -> MgCl2 + H2}}}
- Een voorbeeld van een organische neutralisatiereactie is de reactie tussen mierenzuur en magnesiumoxide:

{\displaystyle {\ce {2HCOOH + MgO -> Mg(HCOO)2 + H2O}}}